# Franz Kram
Franz Kram (auch: Franciscus Chram, Crammius, Chrammen etc.; * 1516 in Sagan, Herzogtum Sagan; † 28. April 1568 in Leipzig) war ein deutscher Rechtswissenschaftler und kurfürstlich sächsischer Kanzler.

## Leben
Kram wurde im Wintersemester 1531 an der Universität Wittenberg immatrikuliert. Hier absolvierte er zunächst ein philosophisches Studium, das er am 23. September 1540 mit dem Erwerb des akademischen Grades eines Magisters der philosophischen Wissenschaften abschloss. Danach widmete er sich einem Studium der Rechtswissenschaften. Hierfür bezog er im Wintersemester 1542 die Universität Leipzig. In Leipzig trat er 1546 in den kurfürstlich sächsischen Dienst bei Moritz von Sachsen, wurde kurfürstlich sächsischer Rat und blieb dies auch unter dessen Nachfolger August von Sachsen.
Nachdem das kurfürstliche Haus dafür gesorgt hatte, dass er 1552 in Leipzig die juristische Professur des Kodex erhielt, absolvierte er am 15. November 1553 das Baccalaurat sowie das Lizentiat der Rechte und promovierte am 6. März 1554 zum Doktor der Rechtswissenschaften. Seine akademischen Aufgaben musste er jedoch häufig vernachlässigen, da er oft in diplomatischen Missionen des kurfürstlichen Hauses unterwegs war. Dennoch beteiligte er sich auch an den organisatorischen Aufgaben der Leipziger Hochschule und war in den Wintersemestern 1554, 1560, 1564 Rektor der Alma Mater. Zudem wurde er Herr auf Blösen und Abtnauendorf.
Kram gilt als umtriebiger Autor, der im Briefwechsel mit den kurfürstlich sächsischen Herrschern manche Ausführungen mit Sprichwörtern würzte. Auf seinen Rat hin hatte Joachim Camerarius der Ältere seine fünf Komödien der umfassenden Plautus Ausgabe von 1545 veröffentlicht und ihm selbst die erweiterte Ausgabe von 1549 gewidmet.

## Familie
Aus seiner 1552 geschlossenen Ehe mit Anna (* 1532 in Leipzig; † 6. Februar 1601 ebenda), der Tochter des Georg Schitel (auch Schitellus, Schilter; *1471; † 15. Juni 1541) Dr. med. u. Prof. Uni Leipzig, Dekan med. Fak., aus Amberg (Hambach) und der Anna, Tochter des Georgius Hüter (der 114 Jahre alt wurde), war Ratsmitglied und Apotheker in Leipzig, verh. mit Elisabeth Preusser, Tochter des Geheimrats des Herzogs Georg von Sachsen Johannes Preusser. Aus der Ehe sind zwei Söhne und sieben Töchter hervorgegangen, die alle die Mutter überlebten und ihrem Stand entsprechend geheiratet hatten. Bekannt von den Kindern sind:
- Sohn Friedrich Kram verh. 1591 mit Barbara (* 1554 in Leipzig; † 12. März 1606 ebenda) der Tochter des Henrich Cordes (aus Braunschweig) und Barbara, die Tochter des Blasius Horn in Leipzig[2].
- Sohn Franz Kram d. J. * um 1553 in Leipzig, immatr. WS 1554 Uni. Leipzig[3]